# Hemza Mihoubi
Hemza Mihoubi (* 13. Januar 1986 in Oran) ist ein algerisch-französischer ehemaliger Fußballspieler.

## Karriere

### Verein
Mihoubi startete seine Karriere beim FC Metz, wo er schon seit seiner Jugend spielte. nach einer Saison in der Profimannschaft des FC Metz wechselte er nach Italien und zwar zum US Lecce. Ein Jahr später wurde er zu Sporting Charleroi ausgeliehen. Jedoch hinterließ er keinen bleibenden Eindruck und somit endete seine Leihe ohne ein Kaufangebot von Sporting Charleroi. Am 28. Juli 2009 unterzeichnete er einen Zweijahresvertrag beim Schweizer Erstligisten AC Bellinzona. Nachdem er 2011 den Verein, um eine Saison für Losone Sportiva zu spielen, wechselte er zur Saison 2012/13 zum FC Wohlen. Nachdem er in Wohlen eine Spielzeit verbracht hatte, wechselte er zur Saison 2013/14 nach Brüssel zu Royal White Star Brüssel. Seit 2016 spielt er beim FC Locarno in der Schweiz.

### Nationalmannschaft
Mihoubi begann seine Nationalmannschaftskarriere bei der U-18 Algeriens, wo er zwei Spiele absolvierte. Da er auch einen französischen Pass besitzt, begann er in der U-19 für Frankreich zu spielen. Dort kam er auf fünf Einsätze.